# Cavernacmella yamamotonis
Cavernacmella yamamotonis е вид охлюв от семейство Assimineidae.

## Разпространение
Този вид е разпространен в Япония.